# Peter Soller
Peter Soller ist ein Schweizer Berufsoffizier im Rang eines Brigadiers.

## Leben
Peter Soller wuchs in Chur auf und trat 1989 als Berufsmilitärpilot auf Helikopter ins Überwachungsgeschwader der Schweizer Luftwaffe. Soller studierte an der Universität Zürich Betriebswirtschaftslehre und schloss das Studium 1997 ab. Nach diversen Funktionen als Stabsoffizier am Militärflugplatz Dübendorf und in Payerne wurde er ans Air Command and Staff College in Montgomery (Alabama) kommandiert. 2009 schloss er einen Master in Advanced Studies in Security Policy and Crisis Management an der ETH Zürich ab. Am 1. Juni 2010 wurde Soller zum Brigadier befördert und wurde zum Stabschef des Chef der Armee. 2014 übernahm er als Kommandant den Lehrverband Flieger 31. Am 1. Juli 2021 wurde er zum Kommandanten der Bodengestützten Luftverteidigungsbrigade 33.